# Dean Macey
Dean Macey (* 12. Dezember 1977 in Rochford, Essex) ist ein ehemaliger britischer Zehnkämpfer.
Der äußerst verletzungsanfällige Dean Macey hat in den zwölf Jahren seiner Karriere als Zehnkämpfer insgesamt 14 Zehnkämpfe begonnen und ganze zehn davon beendet. In diesen zehn Wettkämpfen gewann Dean Macey vier internationale Medaillen und wurde zweimal Olympiavierter.
Dean Macey begann als Dreispringer und als Fußballer, bevor er sich 1995 ganz auf den Mehrkampf konzentrierte. Seinen ersten Zehnkampf bestritt er im Mai 1996 in Bonn, mit 7134 Punkten gewann er diesen Wettbewerb. In seinem zweiten beendeten Zehnkampf wurde er im August 1996 mit 7480 Punkten Zweiter bei den Juniorenweltmeisterschaften in Sydney.
Erst 1999 beendete Macey nach vielen Verletzungen wieder einen Zehnkampf, als er im Mai in Arles einen Länderkampf gegen Frankreich gewann und auf 8347 Punkte kam. Nachdem er bei den U23-Europameisterschaften aufgegeben hatte, trat er im August 1999 bei den Weltmeisterschaften in Sevilla an. Mit 8556 Punkten gewann er Silber hinter dem Tschechen Tomáš Dvořák (8744 Punkte).
Seinen nächsten Zehnkampf bestritt Dean Macey bei den Olympischen Spielen 2000 in Sydney. Mit 8567 Punkten belegte er Rang 4 hinter dem Esten Erki Nool (8641), dem Tschechen Roman Šebrle (8606) und dem US-Amerikaner Chris Huffins (8595). 
Bis zum nächsten Zehnkampf verstrich wieder fast ein Jahr, denn erst bei den Weltmeisterschaften 2001 in Edmonton war Dean Macey wieder am Start. Hinter Tomáš Dvořák (8902) und Erki Nool (8815) verbesserte Macey im sechsten abgeschlossenen Zehnkampf seiner Karriere zum sechsten Mal seine persönliche Bestleistung und gewann mit 8603 Punkten Bronze.
Im Juli 2004 versuchte Macey ein Comeback nach langer Verletzungspause und gewann bei einem Wettkampf in Hexham mit 7842 Punkten. Diese Leistung, mit der die B-Norm für die Olympiaqualifikation erfüllt hatte, reichte aus, um als einziger britischer Zehnkämpfer für die Olympischen Spiele in Athen nominiert zu werden. Dort erreichte er mit 8414 Punkten wie vier Jahre zuvor Platz 4. Roman Šebrle gewann mit 8893 Punkten vor dem US-Amerikaner Bryan Clay (8820) und dem Kasachen Dmitri Karpow (8725).
Im März 2006 gewann Dean Macey seinen neunten Zehnkampf bei den Commonwealth Games 2006 in Melbourne mit 8143 Punkten. 
Nachdem er zwei Jahre später mit 7491 Punkten die Olympianorm für die Olympischen Spiele in Peking deutlich verpasst hatte, erklärte er seine sportliche Laufbahn für beendet. Bei einer Körpergröße von 1,96 m betrug sein Wettkampfgewicht 96 kg.

## Bestleistungen in den Einzeldisziplinen
| 100 m           | 10,69 s     | (1999 in Sevilla)   |
| Weitsprung      | 7,77 m      | (2000 in Sydney)    |
| Kugelstoßen     | 15,77 m     | (2006 in Melbourne) |
| Hochsprung      | 2,15 m      | (2001 in Edmonton)  |
| 400 m           | 46,21 s     | (2001 in Edmonton)  |
| 110 m Hürden    | 14,34 s     | (2001 in Edmonton)  |
| Diskuswurf      | 48,34 m     | (2004 in Athen)     |
| Stabhochsprung  | 4,80 m      | (2000 in Sydney)    |
| Speerwurf       | 64,03 m     | (1999 in Sevilla)   |
| 1500-Meter-Lauf | 4:23,45 min | (2000 in Sydney)    |

Im 100-Meter-Lauf war Dean Macey 1999 in Arles mit 10,65 s sogar noch schneller, allerdings bei 2,2 m/s Rückenwind.